# Éthanimine
L’éthanimine est un composé organique de formule chimique CH3CH=NH. Il s'agit d'une imine rare dans le milieu naturel mais qui a été détectée en abondance aux alentours de Sagittarius B2, un nuage moléculaire géant parmi les plus grands de la Voie lactée s'étendant sur environ 150 années-lumière (45 parsecs) pour environ 3 millions de masses solaires et situé à environ 390 années-lumière (120 parsecs) du centre de notre galaxie. On trouve ce composé également dans d'autres nuages moléculaires.
L'éthènamine CH2=CHNH2 est un tautomère de l'éthanimine.